# Boris Kodjoe
Boris Kodjoe, właśc. Boris Frederic Cecil Tay-Natey Ofuatey-Kodjoe (ur. 8 marca 1973 w Wiedniu w Austrii) – niemiecki aktor i model pochodzenia ghańsko-żydowskiego. Od lat mieszka w Stanach Zjednoczonych i posiada tamtejsze obywatelstwo.

## Życiorys

### Wczesne lata

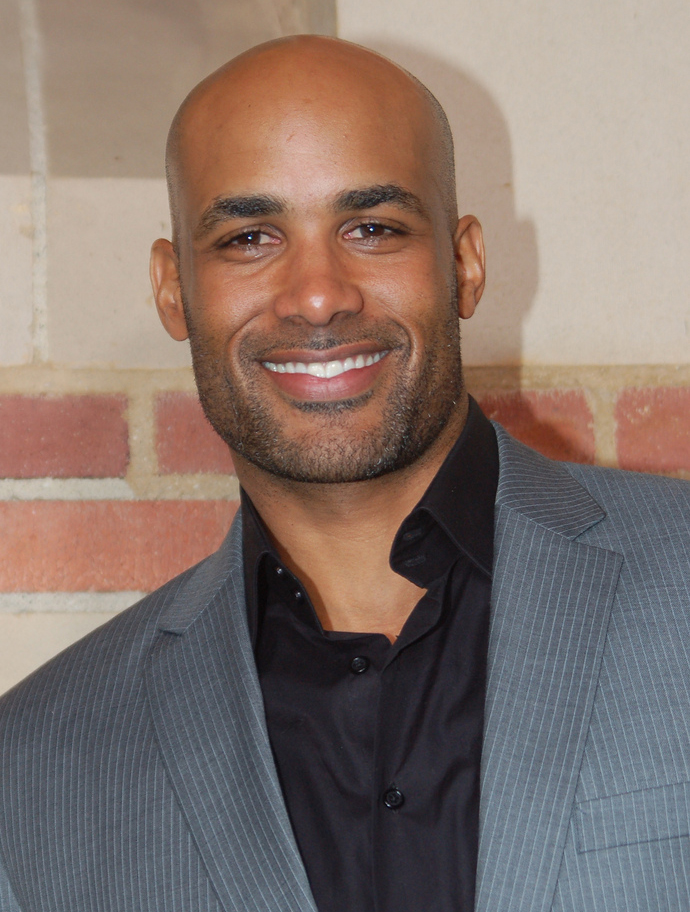
Kodjoe w 2010

Przyszedł na świat w Wiedniu, w Austrii, jako syn Ursuli, niemieckiej psycholożki żydowskiego pochodzenia, i Erica Kodjoe, lekarza z Ghany. Dorastał we Fryburgu w Niemczech wraz z bratem Patrickiem, który został koszykarzem, i siostrą Nadją. Jego imię Boris pochodzi od Borisa Pasternaka, autora Doktora Żywago, ulubionego filmu jego rodziców. Frederic to imię jego wujka, Cecil - jego dziadka, a Tay-Natey oznacza w Ghanie „pierwsze dziecko urodzone”.
Kiedy miał sześć lat, jego rodzice rozwiedli się i od tego czasu był wychowywany przez ojca. Początkowo marzył, by w przyszłości zostać zawodowym tenisistą; w 1994 roku otrzymał stypendium. W latach 1992–96 studiował na wydziale marketingu na Virginia Commonwealth University w Richmond, w stanie Wirginia, gdzie grał w tenisa dla zawodowców. Opanował biegle język niemiecki, francuski, angielski i hiszpański. Jego plany sportowe uległy zmianie, gdy doznał kontuzji.

### Kariera

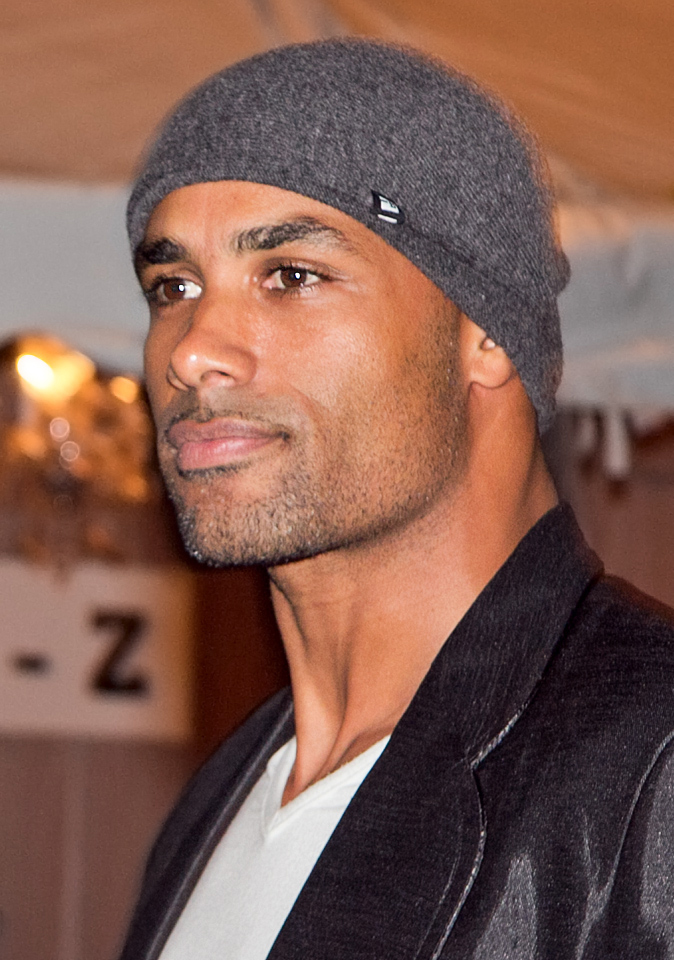
Kodjoe w 2011

Po podpisaniu kontraktu z nowojorską agencją Ford Modeling w czerwcu 1996, w obrębie pierwszych siedmiu miesięcy stał się najbardziej poszukiwanym męskim modelem końca lat 90. Uczestniczył w kampaniach reklamowych Ralpha Laurena, Perry’ego Ellisa, Yves’a Saint Laurenta i GAP, pracował dla takich fotografów jak Herb Ritts, Bruce Weber, Matthew Rolston i Marco Glaviano. Jego zdjęcia prezentowały magazyny takie jak „Vogue”, „GQ” (Gentlemen’s Quarterly) i „Esquire”.
W 1998 w programie mody Fall '98 odebrał nagrodę Supermodel Award. Pojawił się w teledyskach – TLC „Red Light Special” (1995) w reżyserii Matthew Rolstona jako męska prostytutka, a także Faith Evans „Never Gonna Let You Go” (1999). Po gościnnym występie w programie komediowym Steve Harvey zaprasza (The Steve Harvey Show, 1998) jako Dexter u boku Wendy Raquel Robinson, zadebiutował na dużym ekranie w melodramacie sportowym 40 Acres & A Mule Filmworks Miłość i koszykówka (2000) z udziałem Alfre Woodard, Omara Eppsa, Reginy Hall, Tyry Banks, Gabrielle Union, Dennisa Haysberta i Chrisa Warrena. Potem pojawił się w sitcomie D.W. Moffetta NBC Kocham tylko ciebie (2000) oraz serialach: Davida E. Kelley Fox Boston Public (2003), NBC Jordan w akcji (2007) w roli detektywa Elliota Chandlera i Bez skazy (2007).
W 2002 znalazł się na liście pięćdziesięciu najpiękniejszych ludzi świata opublikowanej przez magazyn People.
W 2008 roku wystąpił na broadwayowskiej scenie Broadhurst Theatre w sztuce Tennessee Williamsa Kotka na gorącym blaszanym dachu (Cat on a hot tin roof) u boku Jamesa Earla Jonesa.

## Życie prywatne
21 maja 2005 w Gundelfingen (Niemcy) ożenił się z aktorką Nicole Ari Parker. Mają dwoje dzieci: córkę Sophie Tei-Naaki Lee (ur. 5 marca 2005) i syna Nicolasa Nerudę (ur. 31 października 2006 roku w Atlancie, w stanie Georgia). Kodjoe i jego żona zostali członkami kościoła Cascade United Methodist Church w Atlancie w stanie Georgia. Rodzina zamieszkała w Los Angeles, w Kalifornii.

## Filmografia
| Rok                   | Tytuł                                                          | Rola                     |
| --------------------- | -------------------------------------------------------------- | ------------------------ |
| 1998                  | Steve Harvey zaprasza (The Steve Harvey Show)                  | Dexter                   |
| 2000                  | Miłość i koszykówka (Love & Basketball)                        | Jason                    |
| 2000                  | Kocham tylko ciebie (For Your Love)                            | Terrence                 |
| 2000–2001, 2003, 2004 | Soul Food                                                      | Damon Carter             |
| 2002                  | Brown Sugar                                                    | Kelby Dawson             |
| 2003                  | Boston Public                                                  | trener Derek Williams    |
| 2003                  | America’s Next Top Model                                       | w roli samego siebie     |
| 2003                  | Street Time                                                    | Bowman Calloway          |
| 2003                  | All of Us                                                      | Marcus                   |
| 2004                  | Trudny wybór (Doing Hard Time)                                 | Michael Mitchell         |
| 2004                  | Eve                                                            | Kevin                    |
| 2005                  | Gospel (The Gospel)                                            | David „D.T.” Taylor      |
| 2006                  | Moja wielka wściekła rodzina (Madea’s Family Reunion)          | Frankie Henderson        |
| 2007                  | Bez skazy (Nip/Tuck)                                           | Elton Forrest            |
| 2007                  | Jordan w akcji (Crossing Jordan)                               | detektyw Elliot Chandler |
| 2007                  | Kobiecy Klub Zbrodni (Women’s Murder Club)                     | Simon Perry              |
| 2008                  | Żołnierze kosmosu 3: Grabieżca (Starship Troopers 3: Marauder) | generał Dix Hauser       |
| 2009                  | Surogaci (Surrogates)                                          | Stone                    |
| 2010                  | Resident Evil: Afterlife                                       | Luther West              |
| 2010                  | Pan i pani Bloom (Undercovers)                                 | Steven Bloom, agent CIA  |
| 2011                  | Plotkara (Gossip Girl)                                         | ojciec Cavalia           |
| 2012                  | Resident Evil: Retrybucja (Resident Evil: Retribution)         | Luther West              |
| 2012                  | Na własną rękę (A Killer Among Us)                             | detektyw Joe Moran       |
| 2013                  | Perwersyjna siostra (Nurse 3-D)                                | detektyw John Rogan      |
| 2013                  | Bez bagażu (Baggage Claim)                                     | Graham                   |
| 2014:                 | Addicted                                                       | Jason Reynard            |
| 2015                  | The Last Man on Earth                                          | w roli samego siebie     |
| 2016                  | Code Black                                                     | Dr Will Campbell         |
| 2016                  | Cape Town                                                      | Sanctus Snook            |